# Сенник (село)
Вижте пояснителната страница за други значения на Сенник.
Сѐнник е село в Северна България, община Севлиево, област Габрово.

## География
Село Сенник се намира на около 26 km северозападно от центъра на град Габрово и 6 km югозападно от град Севлиево. Разположено е югоизточно от Микренските височини, в средната част на Предбалкана. На около 1,5 km южно тече река Видима. Климатът е умереноконтинентален, почвите в землището са преобладаващо тъмносиви и сиви горски. Преобладаващият наклон на терена е на юг-югозапад. Надморската височина в центъра на селото при читалището и кметството е около 304 m, на север нараства до 320 – 340 m, а на юг намалява до 270 – 275 m. През северната част на селото минава третокласният републикански път III-404, който на югозапад през село Градница води до село Дебнево и връзка с третокласния републикански път III-3505, а на североизток – до Севлиево. Общинският път GAB1165 на юг води през селата Душево, Столът и Боазът до град Априлци.
В землището на Сенник има 4 микроязовира.
Населението на село Сенник, наброявало 2588 души при преброяването към 1934 г., намалява до 1304 към 1985 г., 1019 към 2001 г. и 667 (по текущата демографска статистика за населението) към 2019 г.
При преброяването на населението към 1 февруари 2011 г., от обща численост 842 лица, за 690 лица е посочена принадлежност към „българска“ етническа група, за 4 – към „турска“, за 95 – към ромска и за 53 не е даден отговор.

## История
През 1934 г. дотогавашното село Чадърлии е преименувано на Сенник.
Народното основно училище „Христо Ботев“ в село Сенник е открито през 1886 г. като начално училище с една паралелка. В началото няма училищна сграда, а учениците учат в частни къщи, които общината наема всяка година. През 1924 г. е построена нова училищна сграда. От 1926 г. по решение на учителския съвет училището носи името "Христо Ботев”. През 1944 г. в селото се открива непълна смесена гимназия до VI (гимназиален) клас, която води самостоятелен живот с отделен директор. През 1948 г. тя е закрита и архивите ѝ са предадена на Севлиевската мъжка гимназия.
Народното читалище „Климент Охридски“ в село Сенник е основано през 1899 г. По време на Балканската и Европейската война се прекратява дейността му и през 1919 г. е преучредено наново. Помещава се в сграда, строена през 1945 – 1946 г. съвместно с местния Общински народен съвет.
Църквата с два купола „Свети Иван Рилски“, чийто строеж е започнат през 1914 г. в близост до малък полурухнал параклис от 1890 г., е била завършена и осветена на 1 ноември 1921 г. от митрополит Филип Търновски.
На 29 декември 1906 г. в Сенник (тогава Чадърлии) се основава Земеделска спестовна каса. Целта на касата е да набира влогове да увеличава средствата чрез дялов капитал, да снабдява населението с най-необходимите земеделски сечива и технически приспособления, да им отпуска заеми за покупки на земя, добитък и да им доставя най-необходимите стоки като газ, сол, захар, гвоздеи, катран и други. През 1921 г. касата се преименува на кредитна кооперация. Към 1966 г. кооперацията има в селото четири магазина, книжарница, ресторант, хлебопекарница, преработва мляко, изварява ракия. През 1980 г. кооперацията е ликвидирана във връзка с решение на Окръжния народен съвет – Габрово да бъдат ликвидирани потребителните кооперации и да се създадат селищни кооперативни съвети без юридическа самостоятелност към Районната потребителна кооперация "Наркооп” – Севлиево.
През 1952 г. съществувалите дотогава в Сенник 4 занаятчийски кооперации (коларо – железарска; машинно шлосерска и брадварска; шивашка; обущарска) са обединени в Обща трудовопроизводителна кооперация (Обща ТПК) „Занкооп“ с. Сенник, преименувана през 1969 г. на Обща ТПК „Дан Колов“. Съгласно заповед на Окръжния народен съвет гр. Габрово кооперацията се закрива като самостоятелна юридическа личност, а отделите ѝ преминават за концентрация и специализация на производството към дейността на предприятия в Дряново и Севлиево.
През 1948 г. при Всестранна кооперация „Напредък“ – село Сенник се основава „Трудово земеделски производителен отдел“. През 1950 г. отделът се обособява в отделна юридическа личност като самостоятелно стопанство под името Трудово кооперативно земеделско стопанство (ТКЗС) – село Сенник. Във връзка с решението на БКП и правителството за обединяването на малките стопанства в по-големи и с оглед използването по-добре на механизацията за увеличаване и подобряване на земеделското производство и осигуряване на по-голяма рентабилност, на 1 януари 1959 г. ТКЗС в с. Сенник, Хирево, Дамяново, Бериево, Градница, Млечево, Столът и Душево се обединяват в едно стопанство – Обединено Трудово-кооперативно земеделско стопанство (ОТКЗС) „Владимир Илич Ленин“ – село Сенник. От 1 януари 1970 г. ТКЗС – с. Сенник преминава в състава на Аграрно-промишлен комплекс (АПК) „Росица“ – Севлиево. Под наименованието ТКЗС – с. Сенник, Габровско през периода 1992 – 1995 г. стопанството е в ликвидация.
От 1 януари 1962 г. в село Сенник е открита машинно-тракторна станция (МТС). Тя обслужва ТКЗС от селата в региона. След известно време Министерството на селското стопанство разрешава на ТКЗС да изкупят от МТС – село Сенник необходимия за дейността им машинен парк. Това налага закриването на МТС – село Сенник, считано от 1 януари 1971 г. и създаването на ново предприятие за ремонт и поддръжка към АПК „Росица“ – Севлиево. Предприятието извършва ремонт и поддържане на машинно-тракторния, автомобилния парк и селскостопанските машини на членовете на АПК „Росица” – Севлиево. От 1986 г. се преименува в Бригада за ремонт и експлоатация на селскостопанска техника и автомобили – с. Сенник към АПК – Севлиево, а от 1990 г. е към новосъздаденото Колективно земеделско стопанство „Агрофирма Балкан“ – Севлиево като Предприятие за ремонт и поддържане – с. Сенник. През 1992 г. прекратява дейността си и се обявява в ликвидация. През 1994 г. с решение на общото събрание на правоимащите се учредява ООД „Предприятие за ремонт и поддържане” – село Сенник, а през 1998 г. се преобразува в акционерно дружество (АД) с предмет на дейност – ремонт на транспортна и селскостопанска техника, производство на всички видове разрешени стоки и търговия с тях. През 2005 г. с решение на общото събрание на акционерите се прекратява дейността на дружеството и се обявява в ликвидация, която приключва през 2006 г.

## Население
Преброяване на населението през 2011 г.
Численост и дял на етническите групи според преброяването на населението през 2011 г.:
|                     | Численост | Дял (в %) |
| Общо                | 842       | 100,00    |
| Българи             | 690       | 81,94     |
| Турци               | 4         | 0,47      |
| Цигани              | 95        | 11,28     |
| Други               | 0         | 0,00      |
| Не се самоопределят | 0         | 0,00      |
| Неотговорили        | 53        | 6,29      |

## Обществени институции
Село Сенник към 2020 г. е център на кметство Сенник.
В село Сенник към 2020 г. има:
- действащо читалище „Свети Климент Охридски – 1899“;[22][23]
- православна църква „Свети Йоан Рилски“;[24]
- пощенска станция;[25]
- пенсионерски клуб „Дан Колов“.[26]

## Културни и природни забележителности
- В село Сенник се намира къщата-музей на Дан Колов и има негов паметник.[27]
- В селото има паметник на загиналите във войните (1912 – 1918)[28], издигнат през 1922 г.[2]
- Село Сенник има герб и знаме, създадени от художника-хералдик Христо Танев. Знамето се съхранява в олтара на църквата, а девизът на селото е: „В сила и слава – бях и ще бъда“.

## Личности
- Дан Колов – български борец (1892 – 1940)
- Михо Михов – генерал, бивш началник на Генералния щаб на Българската армия (р. 1949)
- Пламен Студенков – генерал-майор, директор на служба „Военна информация“ (р. 1952)